# Трубицы (Псковская область)
Трубицы — деревня в Куньинском районе Псковской области России. Входит в состав Куньинской волости.

## География
Расположена в 18 км к северу от райцентра, пгт Кунья, и в 2 км к северу от бывшего волостного центра, деервни Шейкино.

## Население
| 2001 | 2002 | 2010 |
| ---- | ---- | ---- |
| 57   | →57  | ↘49  |

Численность населения деревни по оценке на начало 2001 года составляла 57 жителей.

## История
С января 1995 до апреля 2015 года деревня входила в состав ныне упразднённой Назимовской волости.